# Samedi soir, dimanche matin (film)
Pour les articles homonymes, voir Samedi soir, dimanche matin.
Pour plus de détails, voir Fiche technique et Distribution.
Samedi soir, dimanche matin (Saturday Night and Sunday Morning) est un film britannique réalisé par Karel Reisz, sorti en 1960.

## Synopsis
Dans les années 1960, à Nottingham, Arthur, un ouvrier de 24 ans, le week-end venu, s’étourdit dans les pubs pour oublier sa condition sociale précaire malgré son travail consciencieux à l’usine. Dès le samedi, la bière coule à flots pour lui et ses copains. Sa maîtresse, Brenda, une femme plus âgée et épouse d’un de ses collègues de travail, lui est très attachée. Mais Arthur est bientôt attiré par une jeune fille de son âge, Doreen, une nouvelle relation qui a pour effet de rompre avec son morne quotidien. Sur ces entrefaites, Brenda lui annonce qu'elle est enceinte et sollicite son aide financière pour se faire avorter. Elle découvre incidemment qu'il est à présent amoureux d’une autre femme et Arthur va devoir faire face à de nouvelles difficultés qui vont accentuer son angoisse existentielle.

## Fiche technique
- Titre : Samedi soir, dimanche matin
- Titre original : Saturday Night and Sunday Morning
- Réalisation :	Karel Reisz
- Scénario : Alan Sillitoe d’après son roman Saturday Night and Sunday Morning (1958)
- Assistant à la réalisation : Tom Pevsner
- Décors : Ted Mashall
- Costumes : Sophie Devine, Barbara Gillett
- Maquillages : Harold Fletcher
- Coiffures : Pearl Tipaldi
- Photographie : Freddie Francis
- Cadrage : Ronnie Taylor
- Son : Peter Handford, Bob Jones
- Montage : Seth Holt
- Musique : John Dankworth
- Production : Tony Richardson[Note 1]
- Producteur exécutif : Harry Saltzman
- Directeur de production : Jack Rix
- Société de production : Woodfall Film Productions (Royaume-Uni)
- Sociétés de distribution : British Lion Film Corporation[1] (Royaume-Uni), Bryanston Films (Royaume-Uni), Solaris Distribution[2] (France)
- Pays d’origine :  Royaume-Uni
- Langue originale : anglais
- Format : noir et blanc — 35 mm — 1.66:1 — son monophonique
- Genre : drame
- Durée : 89 minutes
- Dates de sortie :
  - Royaume-Uni : 27 octobre 1960
  - France : 1er avril 1961
  - États-Unis : 3 avril 1961
- (fr) Classifications et visa CNC : mention « tous publics », Art et Essai, visa d'exploitation no 24865 délivré le 25 mai 1961
- Affiche : Jean Mascii (France)

## Distribution
- Albert Finney : Arthur Seaton
- Shirley Anne Field : Doreen
- Rachel Roberts : Brenda
- Norman Rossington : Bert
- Hylda Baker : la tante Ada
- Bryan Pringle : Jack
- Robert Cawdron : Robboe
- Edna Morris : Madame Bull
- Elsie Wagstaff : Madame Seaton
- Frank Pettitt : Monsieur Seaton
- Peter Madden : l'ivrogne

## Production

### Casting
- Film qui lança Albert Finney et le confirma, deux ans après, dans le rôle-titre Tom Jones avec Tony Richardson comme réalisateur.

### Tournage
- Intérieurs : Twickenham Film Studios[1].
- Extérieurs en Angleterre : 
  - Nottingham dans le Nottinghamshire,
  - Battersea dans le district de Wandsworth de Londres.

## Accueil
- Claude Beylie : « Karel Reisz donna d’emblée le meilleur de ce « cinéma de prolétaires » un peu vite qualifié de marxiste sous prétexte qu’il contestait l’Establishment. Il s’agissait moins d’un procès de la condition ouvrière (certes décrite sans fard), que d’une évocation chaleureuse et, somme toute, nostalgique d’une Angleterre en voie d’extinction, celle des paisibles réunions familiales, des pubs enfumés et des sorties dominicales à bicyclette, comme eût pu la filmer John Ford. Une aura de poésie, quelque peu charbonneuse sans doute, estompe les velléités de « réalisme » du film et le préserve du vieillissement, qui n’a pas épargné les œuvres, plus ambitieuses, des coéquipiers de Reisz[3]. »
- Louis Chauvet : « Karel Reisz nous donne un portrait judicieux, vrai dans les moindres détails d'atmosphère ou de psychologie. De ce portrait naissent des qualités anecdotiques qui viennent étayer, avec vigueur, une intrigue assez fragile. Nous trouvons là un curieux exemple de haute fidélité réaliste. On peut se demander si l'ouvrage ne présente pas plus d'audaces et ne soulève pas plus de résonances que n'en contiennent certains films révolutionnaires et anarchisants de notre jeune cinéma[4]. »
- Jean Domarchi : « Le film de Reisz jette une singulière lueur sur les rapports de classe en Angleterre. Le seul effet de la politique du gouvernement travailliste du major Atlee et de Mr Hugh Dalton est d'avoir chloroformé définitivement la classe ouvrière. L'ouvrier anglais a tout juste dans le meilleur des cas, ce que Lénine appelait une "conscience de classe tradi-unioniste". Il n'ambitionne rien d'autre que la stabilité de l'emploi et la sécurité matérielle (symbolisée par l'appareil de T.V. et le frigidaire). C'est ce manque absolu de combativité que Reisz a très bien montré. Son film exprime à merveille une sorte d'atonie dans laquelle baignent les personnages de cette chronique néo-réaliste[5]. »

## Distinctions
- BAFTA 1961 : 
  - Prix du meilleur film britannique pour Karel Reisz
  - Prix de la meilleure actrice britannique pour Rachel Roberts
  - Prix du meilleur espoir dans un premier rôle pour Albert Finney
- Festival international du film de Mar del Plata 1961 : 
  - Prix du meilleur acteur pour Albert Finney
  - Prix du meilleur film pour Karel Reisz
  - Prix FIPRESCI pour Karel Reisz
- National Board of Review 1961 : prix du meilleur acteur pour Albert Finney

## Vidéographie
- 2008 : Samedi soir et dimanche matin, 1 DVD  PAL Zone 2, Doriane Films